# José Lins do Rego
 (janvier 2013).
Si vous disposez d'ouvrages ou d'articles de référence ou si vous connaissez des sites web de qualité traitant du thème abordé ici, merci de compléter l'article en donnant les références utiles à sa vérifiabilité et en les liant à la section « Notes et références ».
Pour les articles homonymes, voir Lins (homonymie).
José Lins do Rego Cavalcanti (São Miguel de Taipu (Paraiba), 3 juillet 1901 - Rio de Janeiro, 12 septembre 1957) est un écrivain brésilien, considéré comme l'un des pères du courant littéraire brésilien régionaliste.

## Biographie
Il est élu membre de l'Académie brésilienne des lettres le 15 septembre 1955.

## Œuvre
- Menino de Engenho (1932)
- Doidinho (1933)
- Bangüé (1934)
- Usina
- Pedra Bonita
- Riacho Doce
- Fogo Morto (1943)
- Cangaceiros (1953)
- Meus verdes anos (1956)

### Traductions en français
- Crépuscules, traduction de Fogo morto par Paula Anacaona, Editions Anacaona, 2017.
- L'enfant de la plantation,nouvelle traduction de Menino de Engenho par Paula Anacaona, Editions Anacaona, 2013.
- L'enfant de la plantation, traduction de Menino de Engenho par Jeanne Worms-Reims, Deux-Rives, 1953. [Préface de Blaise Cendrars]
- Cangaceiros, traduction de  Cangaceiros par Denyse Chast, Plon, 1956

## Films basés sur ses romans
- Pureza, Chianca de Garcia (1940)
- L'Enfant de la plantation, Valter Lima (1965)
- Fogo Morto, Marcos Farias (1976)